# Philanthus triangulum
Philanthus triangulum é uma espécie de inseto himenóptero, mais especificamente de vespa,  pertencente à família Crabronidae.
A autoridade científica da espécie é Fabricius, tendo sido descrita no ano de 1775.
Trata-se de uma espécie presente no território português.